# San Jerónimo Taviche
San Jerónimo Taviche là một đô thị thuộc bang Oaxaca, Mexico. Năm 2005, dân số của đô thị này là 1750 người.